# Jake Mitchell
Jake Mitchell (Houston, 22 de diciembre de 2001) es un deportista estadounidense que compite en natación. Ganó una medalla de plata en el Campeonato Mundial de Natación de 2023, en la prueba de 4 × 200 m libre.

## Palmarés internacional
| Campeonato Mundial | Campeonato Mundial | Campeonato Mundial | Campeonato Mundial |
| Año                | Lugar              | Medalla            | Prueba             |
| ------------------ | ------------------ | ------------------ | ------------------ |
| 2023               | Fukuoka (Japón)    | Medalla de plata   | 4 × 200 m libre    |